# أستاتولا
أستاتولا (بالإنجليزية: Astatula)‏ هي مدينة أمريكية تقع في ولاية فلوريدا. تبلغ مساحة هذه المدينة 5.7 (كم²)،ويبلغ عدد سكانها 1298 نسمة حسب إحصاء سنة 2010 م 1298.